# Piazza Cavour (Genova)
Piazza Cavour è una piazza del centro storico di Genova che si affaccia sull'area del porto antico. Fa parte del sestiere del Molo e dista poche decine di metri dallo storico Palazzo San Giorgio, sede in epoca medioevale di una delle prime banche d'Italia, il Banco di San Giorgio.
La piazza, da cui ha inizio la circonvallazione a mare (corsi intitolati a Maurizio Quadrio e Aurelio Saffi) che la collega con il quartiere della Foce, ha ospitato fino al 2017 il mercato del pesce, il principale centro per il commercio all'ingrosso del prodotto ittico.

## Storia
Oggi intitolata a Camillo Benso, conte di Cavour,  la piazza è posta alle falde della collina di Castello dove, dopo scavi archeologici, sono stati ritrovati resti pre-romani.
Al tempo dell'antica Roma, secondo lo storico Federico Donaver che ne ha scritto nel suo Le vie di Genova (Ed. Moderna, Genova, 1912) pare che fosse sede di un anfiteatro e del palazzo del governatorato.
Sempre secondo lo storico Donaver, nel medioevo "le spedizioni più gloriose della Repubblica partivano dal porto, che ivi aveva il suo maggiore approdo. Qui si costruivano le navi e vi erano i macelli" (piazza Macelli di Soziglia è situata in effetti a breve distanza); come pure vi erano case degli Embriaci (la cui torre degli Embriaci si trova a poche decine di metri verso Santa Maria di Castello), "dei Malloni, dei Castello. Un tempo ospitava anche il mercato delle erbe", poi spostatosi più a nord in direzione di Ravecca.
Qui nel luglio 1993 si consumarono i cosiddetti scontri di Genova.

## Luoghi storici
Attrattive turistiche della piazza sono la cosiddetta Casa del Boia, oggi sede della Compagnia Balestrieri del Mandraccio), la Palazzata della vicina Sottoripa (ovvero la sequenza di palazzi antichi con portici che si snoda per buona parte dello waterfront portuale), e le mura di Malapaga, ovvero il tratto dell'antica cinta muraria che partiva da porta Siberia raggiungendo il Casone della Malapaga (situato appunto nell'attuale Piazza Cavour, dove sorge attualmente la caserma della Guardia di Finanza), la prigione in cui erano rinchiusi i debitori inadempienti.
Le mura di Malapaga - come riporta il sito dei Rolli di Genova (patrimonio mondiale dell'umanità UNESCO) - sono quasi integralmente visibili e conservate ed hanno fatto da location per il film di René Clément con Jean Gabin Le mura di Malapaga.